# James Carpinello
James Carpinello est un acteur américain né le 13 août 1975 à Albany dans l'état de New York.

## Biographie
James Anthony Carpinello est né le 13 août 1975 à Albany dans l'état de New York.
Il est marié depuis le 25 avril 2003 à l'actrice Amy Acker avec qui il a deux enfants, Jackson James Carpinello (né le 22 janvier 2005) et Ava Grace Carpinello (née le 1er septembre 2006).

## Carrière
Il fait ses premiers pas à la télévision en 2000 dans la série Felicity.
Il débute au cinéma en 2004 dans The Punisher de Jonathan Hensleigh. L'année suivante, il joue dans Le Grand Raid réalisé par John Dahl avec Benjamin Bratt, James Franco, Joseph Fiennes,Marton Csokas, Max Martini, Connie Nielsen, ou encore Logan Marshall-Green.
En 2010, il revient à la télévision dans Les Experts : Miami, NCIS : Enquêtes spéciales et The Good Wife.
En 2012, il tourne dans plusieurs séries Body of Proof, Wedding Band et Mob Doctor, où il trouve un rôle secondaire, mais la série est annulée après une courte saison. L'année d'après, il est présent au cinéma dans Gangster Squad de Ruben Fleischer.
En 2014, il joue avec sa femme, Amy Acker dans Let's Kill Ward's Wife réalisé par Scott Foley.
En 2016, il décroche un rôle durant plusieurs épisodes de Gotham, puis il enchaîne l'année suivante avec Blacklist jusqu'en 2018.
En 2019, il apparaît dans The Gifted, The Enemy Within et What Just Happened??! ainsi que dans le film de guerre de Roland Emmerich, Midway.
En 2021, il est présent lors de quelques épisodes de la série Most Wanted Criminals.

## Filmographie

### Cinéma

#### Longs métrages
- 2004 : The Punisher de Jonathan Hensleigh : John Saint / Bobby Saint
- 2005 : Le Grand Raid (The Great Raid) de John Dahl : Caporal Aliteri
- 2013 : Gangster Squad de Ruben Fleischer : Johnny Stomp
- 2014 : Let's Kill Ward's Wife de Scott Foley : Ronnie
- 2017 : The Dunning Man de Michael Clayton : Connor
- 2019 : Midway de Roland Emmerich : Capitaine William H. Brockman

#### Court métrage
- 2020 : Outside de lui-même : L'homme

### Télévision

#### Séries télévisées
- 2000 : Felicity : Randy
- 2006 : The Closer : L.A. enquêtes prioritaires (The Closer) : Larry Cole
- 2006 : So Notorious : Pete
- 2010 : Les Experts : Miami (CSI : Miami) : Dominic Giordano
- 2010 : NCIS : Enquêtes spéciales (NCIS) : Smitty Brown
- 2010 : The Good Wife : Lieutenant Anthony Burton
- 2011 : New York, unité spéciale (Law and Order : Special Victims Unit) (saison 12, épisode 11) : Joe Gilbert
- 2011 : US Marshals : Protection de témoins (In Plain Sight) : Riley Barnett / Riley Burns
- 2011 / 2016 : Person of Interest  : Joey Durban
- 2012 : Body of Proof : Sal Rubenstone
- 2012 : Wedding Band : Adam
- 2012 - 2013 : Mob Doctor (The Mob Doctor): Leoni Franco
- 2013 : Castle : Frank Henson
- 2016 - 2017 : Gotham : Mario Falcone
- 2017 - 2018 : Blacklist (The Blacklist) : Henry Prescott
- 2019 : The Gifted : Max
- 2019 : The Enemy Within : Anthony Cabrera
- 2019 : What Just Happened??! : Glenn
- 2021 : Most Wanted Criminals (FBI : Most Wanted) : Hugh Hill
- 2022 : New York, unité spéciale (saison 24, épisode 5) : Paul Greco

#### Téléfilms
- 2004 : DeMarco Affairs de Michael Dinner : Matt